# Angélica André
Angélica Maria Ribeiro André (* 13. Oktober 1994 in Portimão) ist eine portugiesische Schwimmerin. Bei den Weltmeisterschaften gewann sie 2024 eine Bronzemedaille im Freiwasserschwimmen. Bei Europameisterschaften wurde sie 2022 Dritte.

## Sportliche Karriere
Angélica André war 2011 erstmals portugiesische Meisterin über 800 Meter Freistil, 2012 folgten Titel über 800 Meter und über 1500 Meter Freistil.
2013 nahm sie an den Weltmeisterschaften in Barcelona teil und belegte im Freiwasser den 21. Platz über 5 Kilometer. 2014 schwamm sie bei den Europameisterschaften in Berlin auf den 11. Rang über 25 Kilometer. 2016 bei den Europameisterschaften in Hoorn erreichte André den fünften Platz über 10 Kilometer und belegte den sechsten Platz mit dem Mixed-Team.
Erst 2019 gelangen André wieder Platzierungen im Vorderfeld. Bei den Weltmeisterschaften in Gwangju wurde sie 19. über 10 Kilometer und 12. über 5 Kilometer. Wegen der COVID-19-Pandemie wurden die für 2020 geplanten Wettbewerbe größtenteils nach 2021 verschoben. Bei den im Mai 2021 ausgetragenen Europameisterschaften in Budapest wurde André Achte über 5 Kilometer und Sechste über 10 Kilometer. Zwei Monate später bei den Olympischen Spielen in Tokio traten über 10 Kilometer 25 Schwimmerinnen an, mit fünf Minuten Rückstand auf die Medaillenränge erschwamm Angélica André den 17. Platz.
Bei den Europameisterschaften 2022 in Rom siegte über 5 Kilometer die Niederländerin Sharon van Rouwendaal. Anderthalb Sekunden dahinter schlugen drei Schwimmerinnen nahezu gleichzeitig an, André wurde Vierte hinter der Spanierin María de Valdés und der Italienerin Giulia Gabbrielleschi. Über 10 Kilometer siegte die Deutsche Leonie Beck mit 1,8 Sekunden vor der Italienerin Ginevra Taddeucci. 1,2 Sekunden dahinter wurde André Dritte vor Sharon van Rouwendaal. 2023 bei den Weltmeisterschaften in Fukuoka belegte André über 10 Kilometer den 15. Platz. Über 5 Kilometer siegte Leonie Beck vor Sharon van Rouwendaal und der Brasilianerin Ana Marcela Cunha, 1,7 Sekunden hinter der Brasilianerin erreichte André das Ziel als Vierte.
Bei den Weltmeisterschaften im Folgejahr in Doha gewann André über 10 Kilometer die Bronzemedaille hinter Sharon van Rouwendaal und María de Valdés. Über 5 Kilometer schlug André als Zehnte an. Im Mixed-Wettbewerb wurde die portugiesische Mannschaft Siebte unter 21 Teilnehmerländern. Im August 2024 bei den Olympischen Spielen in Paris belegte André den 12. Platz über 10 Kilometer in der Seine.